# Obrimosz
Obrimosz (3. század? 4. század?) görög szónok
Életéről semmit sem tudunk, működésének ideje is csak hozzávetőlegesen határolható be. Beszédeiből Sztobaiosz őrzött meg néhány apró részletet.